# 나카타 야스타카
나카타 야스타카(일본어: 中田 ヤスタカ, 1980년 2월 6일 ~ )는 일본의 작곡가 겸 음악 프로듀서이자, DJ이다. 1997년에 보컬리스트인 고시지마 도시코와 그룹 Capsule을 결성했으며, 2001년에 데뷔했다.
2003년부터 걸 그룹 Perfume의 프로듀서를 맡고 있으며 캬리 파뮤파뮤, 스즈키 아미, 메그 등 여러 일본 가수들과 작업하기도 했다. 또 M-flo. 리아 디존 등의 노래를 리믹스 하기도 했다. 자신의 레이블 'contemode'를 야마하와 함께 설립했다.
현재까지 7장의 1위 앨범을 발매했다.

## 작품

### 프로듀스
- Capsule
- 콜테모니카
- 퍼퓸

인디 싱글 〈스윗 도넛〉부터 모든 작품
- 스즈키 아미

싱글 《FREE FREE/SUPER MUSIC MAKER》, 《ONE》, 《can't stop the DISCO》, 앨범 《Supreme Show》
- 메그

싱글부터 《아마이제이타쿠》부터 《PASSPORT/PARIS》까지, 앨범 《BEAM》, 《STEP》, 《BEAUTIFUL》, 《MAVERICK》

### 리믹스
- 클래지콰이 프로젝트 - [2008] METROTRONICS - Beat in love (Yasutaka Nakata Capsule remix)

- 클래지콰이 프로젝트 - [2009] Mucho Beat - Kiss Kiss Kiss (Yasutaka Nakata Capsule Remix)

### 사운드 트랙
드라마
- 2007년 《라이어 게임》
- 2009년 《라이어 게임 2》
- 2012년 《라이어 게임 -재생-》